# Сесар Давид Кренс
Се́сар Дави́д Кренс (ісп. Cesar David Crenz, нар.6 грудня 1979, Санта-Фе, Аргентина) — аргентинський професійний боксер. Вагова категорія: перша важка вага (до 90,7 кг). 

## Біографія
У своїй юнацькій кар'єрі Кренс виявив свій боксерський талант і почав тренуватися в місцевих спортивних залах. Він швидко набув досвіду та вміння, що дозволило йому перейти до професіональної кар'єри. Його дебют відбувся 1 червня 2002 року. За короткий час Кренс привернув увагу своїми бойовими навичками та фізичною силою.
У березні 2014 року відбувся найвідоміший бій у кар'єрі Кренса проти Олександра Усика в Одесі. Цей поєдинок привернув увагу боксерського світу і став великим випробуванням для обох бійців. Усик здобув перемогу технічним нокаутом, але Кренс проявив велику мужність та бойовий дух, залишивши враження на глядачів своєю стійкістю та відданістю спорту.